# Marray
Marray település Franciaországban, Indre-et-Loire megyében. Lakosainak száma 489 fő (2022. január 1.). Marray Chemillé-sur-Dême, La Ferrière, Les Hermites, Saint-Laurent-en-Gâtines és Beaumont-Louestault községekkel határos.

## Népesség
A település népességének változása:
| Lakosok száma | 348  | 272  | 262  | 391  | 434  | 456  | 471  | 483  | 479  | 489  |
|               | 1968 | 1982 | 1990 | 2006 | 2013 | 2015 | 2017 | 2019 | 2020 | 2022 |